# メタナイト
メタナイト（Meta Knight）は、任天堂とハル研究所のゲームソフト『星のカービィシリーズ』、およびそれを原作とした関連作品に登場する架空のキャラクターである。
メタナイトの部下であるメタナイツ、およびメタナイトの悪の心を写した存在であるダークメタナイト、『ウルトラスーパーデラックス』と『星のカービィロボボプラネット』の専用モードにおいて登場するギャラクティックナイトも本項にて記述する。

## 概要
『星のカービィ 夢の泉の物語』にてボスキャラクターとして初登場。
デデデ大王と共にカービィのライバルで、カービィシリーズに登場するキャラとしては珍しい、騎士道精神あふれるクールな剣士。ゲーム中では敵対することが多い一方で、目的や利害が一致した際にカービィの味方として行動することもある。
一頭身の体形で専用の剣を持ち、肩当てを身につけ、コウモリのような翼の形に変形可能なマントを羽織り（『星のカービィ Wii』では体から直接翼が生えている）、紫色の靴を履いた（素足は黒色）仮面の騎士である。
1990年代はゲームへの出演は散発的であったが、2001年のアニメ版の放送を皮切りに2000年代以降デデデ大王と並ぶほどに登場する機会が多くなり、そのままシリーズにおけるメインキャラクターの一人となっている。また、シリーズの一部の作品では、彼を主人公に置いたスピンオフモードも存在する。他にも（シリーズ内外問わず）一部作品ではプレイヤーキャラの一人として登場することもある。

## 人物

### 性格
基本的に頑固で冷徹。何事においても自身の信念や正義に忠実であり、目的や部下のためなら大胆不敵な行動にも迷わず出るほどの純粋さをもつ。一人称は「私」。
『スーパーデラックス』の「メタナイトの逆襲」では、どんな事態に陥ろうとも即座に部下たちへ的確な指示を与えるなど、常に冷静で機転の利く人物として描かれていた。また、高いカリスマ性の持ち主であり、終盤においてメタナイツたちに脱出を促すも、彼らがカービィに最後の抵抗を試みようとするのを聞き「死にぞこないどもめ、勝手にするがよい」と吐き捨てるように言った後、内心で「（…すまない）」とつぶやくことから、一見無愛想だが、実際は人情に厚い性格であることがわかる。
所有する戦艦ハルバードの艦首が自分の仮面を模している、『タッチ!カービィ』のエンディングでキザらしいポーズをとるなど、ナルシスト的な一面ももつ。また、一部の小説や漫画、公式では実はスイーツが大好きだという設定もある。
『夢の泉の物語』と『夢の泉デラックス』では本来デデデ大王の部下に渡されるはずのスターロッドを預かっていたが、メタナイト自身はデデデ大王の部下ではなく、従属関係にある訳ではない。『スーパーデラックス』における一件（後述）を引き起こしたことから、国王である彼に対する敬慕の念があるかどうかも疑わしい。一応『カービィファイターズ2』ではボスキャラクターとしてコンビを組んでおり、確かな絆があることが示されている。
『Wii』では突如ポップスターに落ちてきたマホロア（とローア）の近くで偶然読書をしていただけなのだがカービィに協力して一緒に冒険に出るなど、お人好しなところもある。また、この作品のエンディングでは、デデデのマヌケな格好を見て笑う描写がみられる。

### 能力
慎重かつ俊敏に動きつつ、超高速の剣筋（『大乱闘スマッシュブラザーズX』によると音速に迫る速さ）の斬撃や剣から放つ衝撃波や竜巻、雷の球や火の玉を発生させる独特の剣技を得意とする。翼を使った高速の飛翔も可能であり、『ウルトラスーパーデラックス』では宇宙空間をも飛行している。
『参上!ドロッチェ団』以外のほとんどのシリーズにおいて、「常にカービィとの間合いを一定に保ち、不規則に何らかの攻撃を放つ」という一貫した行動パターンをもつ他、一部作品では正面からの攻撃を剣でガードしてくる。他にもカービィが画面上方にいると、剣を真上に突き出したり回転切りを仕掛けるなど、確実な安全地帯を作らせない対空用の迎撃手段も備えている。このように、一定のアルゴリズムに基づいて行動する他のボスと違い一筋縄ではいかず、シリーズにおける高い戦闘能力をもったボスキャラとして位置付けられている。

### 素顔
メタナイトとの戦闘に勝利すると、大抵の場合は常に身につけている仮面が割れ、その素顔を確認できる。作品によって多少の違いはあるものの、素顔はカービィをそのまま青くしたような外見。瞳の色は白色だったが、『ロボボプラネット』からは仮面装着時と同様の黄色にリファインされている。
この素顔を見られるのはほんの一瞬で、仮面が割れるとすぐさま顔を隠し、どこかへと飛び去るが、彼が自分の素顔を衆目に晒したがらない理由は不明である（中には例外もあり、『きらきらきっず』では顔を隠そうとせずに「またいつか、あおーぞ！」という台詞を残して去っていった）。メタナイトの素顔がカービィのそれに酷似している理由も一切不明であり、両者にどういった関係があるのかは現在でも明らかにされていない。
仮面には予備があるらしく、『スーパーデラックス』『ウルトラスーパーデラックス』の「メタナイトの逆襲」においてカービィに倒されても、一度退却しまた同じ仮面をつけて追いかけてきている。

### メタナイトの剣について
当初のメタナイトの剣は、鍔の部分に赤い球がはめ込まれていて全体が光り輝いている以外は普通の両刃剣の外見でしかなく、特に決まった名前もなかった。しかし、アニメ版『星のカービィ』では雷を模したような形状の3対の枝刃が付いた金色の剣（七枝刀のような形）となり、第60話にて『宝剣ギャラクシア』という名前があることが判明した（更にアニメ版では鞘にしまっている際は刀身がなく、取り出すと電撃のようなものを放ちながら刀身が形成されるという描写がある）。アニメ放映開始とおおよそ同時期に発売された『大乱闘スマッシュブラザーズDX』で入手できる彼のフィギュアも、デザインはかなり異なるもののアニメ風の剣（枝刃は2対）を持っている。
アニメ放映以降、原作におけるメタナイトの剣もこのギャラクシアに似たデザインとなっているが（2Dアクションゲームの場合、公式イラストのみギャラクシアの形状をしており、フィールド画面上では、刀身が普通の両刃となっている。ただし、イラストは枝刃は鯉口に近い小さな刃が省かれて2対になっていることが多い）、作品ごとに少しずつデザインが変わっている。『鏡の大迷宮』ではメタナイトが剣をカービィに投げ渡すシーンがあり、その剣の名称は「マスターソード」となっている。ただし、これはエンディングの内容から彼が元々持っていた剣ではなく鏡の国にあったものをカービィに投げ渡した可能性がある。『大乱闘スマッシュブラザーズX』に登場する最後の切りふだ「ギャラクシアダークネス」を皮切りに、原作側でも「ギャラクシア」の名を冠するようになり始めた。「小説　星のカービィ　メタナイトと黄泉の騎士」では悪人が宝剣ギャラクシアを盗んで悪事を働いていたが、メタナイト以外の者では使いこなせないらしく、ファイターの力を得たカービィに圧倒されている。

### 戦艦ハルバード
戦艦ハルバードはメタナイトが所有する空中戦艦もしくは宇宙戦艦。

## 関連キャラクター

### メタナイツ
メタナイツ (Meta Knights) とは、『夢の泉の物語』『スーパーデラックス』『夢の泉デラックス』『ウルトラスーパーデラックス』に登場するメタナイトの部下の総称である。「メタ・ナイツ」とよばれることもある。
ステージの途中に出現し、メタナイトの命令でカービィの行く手をさえぎる中ボス的存在。だが、時間はかかるが全員吸い込める。その強さはザコ敵以上中ボス未満であり、個人差はあるが数回の攻撃に耐えられる。数人が束となってカービィを攻撃する。メイスナイト、アックスナイトは『スーパーデラックス』『ウルトラスーパーデラックス』の「メタナイトの逆襲」では台詞付きキャラとなっており、アックスは艦のオペレーター的存在、メイスは語尾に「〜ダス」と付けるおとぼけキャラになっている。ハルバードのリアクターが破壊されメタナイトに脱出を促されても、最後までメタナイトに付き合おうとするなど忠誠心は非常に高い。

#### メンバー
ザコ敵としての出現ではあるが、後述のアニメ版のようにソードナイトとブレイドナイトをメタナイツの一員と考える場合もある。
そのような例とコピー能力の関係もあってか、『ウルトラスーパーデラックス』の『メタナイトでゴーDX』ではメタナイトのヘルパー役としてソードナイトかブレイドナイトを呼び出せ一緒に戦うことができる。なお、ブレイドナイトの技はコピー能力・ソードと同様だが、ソードナイトは『うえづき』という攻撃が加わっているという違いがある。
アックスナイト
斧を使って攻撃する。基本は接近戦だが、斧をカッターのように投げることもある。『カービィ バトルデラックス!』では、メタナイトのパートナーとしてストーリーモードのみに登場した。
メイスナイト
トゲ付きの鎖鉄球を使って攻撃する。メタナイツの中で一番耐久力が高い。『スーパーデラックス』の一部資料では「メスナイト」とも書かれている。
トライデントナイト
電気をまとった三つ又槍（トライデント）を使って攻撃する。高台からの槍投げ、突進攻撃を得意とする。
ジャベリンナイト
炎をまとった投げ槍（ジャベリン）を使って攻撃する。複雑な軌道で空中を動き回るため、攻撃を当てにくい。メタナイツの中では最も機械的な体のもち主で、鎧をまとっているというよりもロボットの構造に近い。

### ダークメタナイト
ダークメタナイト(Dark Meta Knight) は、メタナイトがもつ僅かな邪悪の心が鏡の世界で実体化した存在。『鏡の大迷宮』に登場。メタナイトと違い、仮面の左部分に傷が付いている。目つきも違い、マントはボロボロ。
オープニング時点では仮面や剣も含め全身がどす黒い黒色だったが、ディメンションミラー内での戦闘の時はメタナイトの色を少々変えた程度のものに変わっていた（ボディが濃い灰色、剣が銀色に青の宝玉、足が赤くなるなど）。
カービィの実力を試すためなのか、エリア8のRADISH RUINS（ラディッシュルインズ）では体色と宝剣の色を変え、メタナイトに成りすましていた（ボス名には「???」と表示されている）。倒されるとメタナイトと同じく仮面が割れ、素顔をさらけ出して逃げ出すが、素顔と同時に自身の本当の姿も一瞬だけだがさらけ出していた。
続いて、ディメンションミラー内での戦いで再度カービィに会った時にもメタナイトの姿で現れたが、それと同時に本物のメタナイトが現れ自身の正体を見破られてしまったため、変装を解いて正体を現した。圧倒的な力をもってカービィに襲い掛かるも敗北。宙に浮いた状態で、鏡のように砕けて消滅した。
メタナイト同様素早い剣技を使い、ディメンションミラーでの戦いではエネルギーをためた剣から衝撃波や竜巻を放つ攻撃も使用する。
『トリプルデラックス』では隠しモード「デデデでゴー!」の最終ボスとして10年ぶりの再登場を果たす。ゲーム内での名称は『ウルトラスーパーデラックス』の隠しモード「大王の逆襲」における強化版ボスの通称と同じように「ダークメタナイト リベンジ」となっている。ボス説明文によると、『鏡の大迷宮』でカービィに倒された後、鏡の世界に封印されていた模様。どのように復活したのかについては詳しい描写がなく、明らかにされていない。裏設定としては、クィン・セクトニアの居城に置かれていたディメンションミラーは「フロラルドが鏡の国の入り口近くに存在する」という立地のためセクトニアの部下のタランザが偶然発見して、そのままセクトニアの元へ献上したものである（このディメンションミラーが原因でセクトニアは心が歪んで暴君と化すこととなるのだが、フロラルドの住民たちはディメンションミラーが原因だと気づかなかった）。今作ではデザインがやや変更されており、『Wii』でのメタナイト同様に体から直接翼が生えるようになった。
戦闘開始直後の行動パターンは剣攻撃がメインだが、体力を半分まで減らすと分身を出現させたり、地面から刃を突きだすといった新たな攻撃パターンが加わり、戦闘BGMが「よみがえる最強の影」（『鏡の大迷宮』での戦闘BGM「ダークメタナイト」のアレンジ版）に変化する。
『スターアライズ』では無料アップデート第2弾のドリームフレンズとして登場し、初めて操作可能キャラとなった。武器はこれまでと同様ソードだが、敵の攻撃を鏡で反射したり分身を使った攻撃などミラーに関する技も多い。『トリプルデラックス』で使っていた空間から剣を出現させる技も使う。
『大乱闘スマッシュブラザーズ for Nintendo 3DS / Wii U』ではメタナイトの色換えとしてこのダークメタナイトの配色になっているものを選択することができる。「大乱闘スマッシュブラザーズ SPECIAL」ではこのダークメタナイトカラーが剣の色が他のカラーとは別のものになり、仮面の左目部分が黒く着色されてよりダークメタナイトに近くなった。
2005年頃に出版された「鏡の大迷宮」の4コマ漫画では「ダメナイト」とカービィに略され、激昂していたこともある。

### ギャラクティックナイト
『ウルトラスーパーデラックス』のゲームの一つ『メタナイトでゴーDX』の最終ボス。遠い古の時代に、あまりの力ゆえに恐れられ封印されていたという銀河最強の戦士。
容姿はカービィやメタナイトと同じ一頭身の体型（基本色は赤紫）に天使のような翼が生えた、重装備の騎士といった格好。メタナイト最大の敵として、対象的な天使のイメージでデザインされている。メタナイトに似た仮面を着け、武器に右手にランスを、左手にバックラーのような小型の盾を装備している。メタナイトが「銀河最強の戦士と戦わせて欲しい」と、大彗星ノヴァへ願いをかけたため封印を解かれ、メタナイトと戦うこととなる。台詞が存在しないため、その人物像は不明な点が多いが、性格は好戦的。言い知れない威圧感を放っている。
攻撃方法は空中から急降下する下突きや、メタナイトの「百烈斬り」に相当する乱れ突き「ハイパーラッシュ」、巨大な竜巻などメタナイトと似た技を多数使用するが、攻撃力や隙の少なさなどにおいてワンランク上のものが多い。オリジナルの技も使用し、地面から炎を噴出させる「フレイムスパイン」、ランスから回転波動を撃つ「レボリューションソード」、メタナイツのクローン召喚などがある。メタナイトを上回る豊富な体力、背中の翼による常時浮遊、全体的な攻撃力の高さに加え、間合いを保つことから容易には倒せない強敵として君臨する。
戦闘BGMも固有のもので、サウンドトラックでは「銀河最強の戦士」というタイトルがつけられている。また、同CDに収録されている「ボスバトルメドレー／エレクトロニックver.」の一部にもこの曲のアレンジが含まれている。
「真 格闘王への道」ではカービィとも戦う。同等クラスのボスとの連戦を行ったうえでの戦いとなり、しかも次に待つ真のラストボス戦のためあまり消耗することも許されず、相対的に難度が上がっている。
『Wii』の「真格闘王への道」で3年ぶりの再登場を果たす。本編には登場しない。メタナイツを召喚する技がなくなった代わりに、剣を飛ばす「エナジーソード」12本のエナジーソードを画面奥から降り注がせる「トゥエルブエナジーシャワー」などが加わり、移動も歩行になった。また、レボリューションソードの回転速度が上がり、フレイムスパインが雷を落とす「ライジングスパイン」に差し替えられている。本作の他のボス同様、体力が半分以下になると攻撃が激化する。それと同時にかかるBGM『銀河最強の戦士』もアレンジが加えられており、曲名も『異世界からの戦士』となっている。
『ロボボプラネット』では「メタナイトでゴー リターンズ」の最後のボスとして「ギャラクティックナイト リターンズ」の名で約5年ぶりの再登場を果たす。なお、前作と同様に、本編には登場しない。ポーズ画面の説明によると様々な時代の様々な場所で封印されていたものの、完全に消滅させることはできなかったらしい。アクシスアークスのマザーコンピュータ「星の夢」によって、古の時代から召喚され、強引に時空を転移させられたとして星の夢を敵と認識し、攻撃して大破させた後、その場にいたメタナイト(「真・かちぬきボスバトル」ではカービィ)にも襲い掛かってくる。戦い方は『Wii』のものに近いが、新たな技として空間を引き裂いて裂け目からレーザーを発射する「時界大斬閃」が追加されている。『Wii』同様、体力がある程度減るとBGMが専用のものに変化するが、今作では新たなアレンジ版「時巡る銀河最強の戦士」となっている。
『スターアライズ』では「スターフレンズでGO!」の最終盤において異空間から登場するものの、どこからともなくやってきた蝶がランスに止まり、取り込まれるように消滅した。その蝶が変化したバルフレイナイト(後述)はポーズ画面の解説でギャラクティックナイトとの関連が示唆されている。
「スーパーカービィハンターズ」では最終ボスとして、淵源を巡る英雄の名で登場する。カービィハンターズに追い詰められたアナザーナイトメアによって召喚され、アナザーナイトメアを斬り伏せた後、カービィハンターズに襲いかかる。
彼の登場に関わる異空間は、時空を超えるものであるため正確な時系列は不明だが、登場時と退場時の演出で推測できるとされている。
『大乱闘スマッシュブラザーズ for Nintendo 3DS / Wii U』ではメタナイトの色替えとしてこのギャラクティックナイトの配色になっているものを選択することができる。こちらも「SPECIAL」ではよりギャラクティックナイトに近くなっている。

### バルフレイナイト
『スターアライズ』の隠しモード「星の○○○○ スターフレンズでGO!」の最終ボス。かつてギャラクティックナイトによってもたらされた生命の叫びに共鳴した一匹の蝶が、ギャラクティックナイトを取り込んで騎士の姿になったもの。「歴史の闇に葬られた、戦うはずのない存在」とされている。見た目はメタナイトのような1頭身の体形に蝶の羽を生やし、剣を持った騎士で、赤系の色をしている。黄泉の存在であるようで、ワープ移動したり、怨霊を呼び出す、仲間を混乱させる超音波を出すなどの攻撃を行う。
魂が飛び出る辛さExtraや「星の三魔官シスターズ」では強化版のバルフレイナイトEXが登場。カラーリングは黒に変わっている。
このキャラクターは『星のカービィ 20周年スペシャルコレクション』の附属ブックレットに掲載されていた、最終的に開発中止となったGC版『星のカービィ』開発時のメタナイトに次ぐ新しい剣士ボスのデザイン案である、蝶の羽が付いたキャラクターのイラストが元になっており、没案となっていたこのデザインを元に剣を変更するなどして、メタナイトやギャラクティックナイトとは別設定のキャラクターとして登場させたものである。ノベライズ版「メタナイトと黄泉の騎士」ではカービィとデデデ大王を1人で撃退するなどの実力者で、カービィから「ギャラクティックナイトより強い」と称されている強敵だが、宝剣ギャラクシアを取り戻したメタナイトにはかなわず、最強のギャラクティックカウンターを受けて消滅した。
『ディスカバリー』ではクリア後の「絶島ドリーミー・フォルガ」の最終ボスとして登場する。決戦の間に審判を下す存在とされており、事件の黒幕であるソウル・フォルガを取り込み実体になる。

### メタナイトボーグ
『ロボボプラネット』に登場。ハルトマンワークスカンパニーのマザーコンピューター「星の夢」によって機械装置を取り付けられ洗脳されたメタナイト。プロダクトNo.はM-7110。仮面に制御装置が取り付けられており、背中にセキュリティマシンを背負っており、そこからミサイルなどを発射する。ただし機械を背負っているため動きはメタナイトに比べて鈍い。
1回目はギガントグラウンドにてカービィと対決するも敗れ、ステージから転落。スクラップとして回収され、強化改造を施された「メタナイトボーグ改」となって再度カービィを襲う。改造によって背中のセキュリティマシンに大型のアームがつき、アームで自身の重い体を持ち上げての攻撃も行う。またしても敗れ、セキュリティマシンの制御装置が仮面ごと壊れたことでメタナイトは正気に戻った。
「メタナイトでゴー! リターンズ」ではメタナイトボーグ改をもとに強化した量産型機である「強化量産メタナイトボーグ」が登場する。

## 登場作品
星のカービィ 夢の泉の物語 (FC)
初登場作品。ボスとして戦う他、ステージの途中で無敵キャンディをくれるキャラとしても登場。カラーリングは仮面と足が紫色で体は黒く、マントは赤い。公式絵では肩当てを付けていないが、ゲーム内のグラフィックには肩当てが付けられている。ボスとして戦うときは投げられて地面に刺さった剣に触れると、自動的にソードの能力を得る（これは後の作品にも受け継がれている）。カービィが剣を取るまでメタナイトは動かない。当時の任天堂公式ガイドブックにはカービィと何かしらの関係を匂わせる記述があった。
カービィのピンボール (GB)
敵として登場。2周目である条件を満たすと登場する。
カービィボウル (SFC)
ランキング画面で彼の絵柄が存在する。
星のカービィ スーパーデラックス (SFC)
「メタナイトの逆襲」に登場。「メタナイト軍団」を結成し、本人曰く「だらくにみちた」プププランドを自らの手で変えることを決意する。戦艦ハルバードを発進させ、その計画を阻止しようとハルバードに潜入したカービィを攻撃する。メタナイト軍団にはワドルディ、メタナイツ（メイスナイト、アックスナイト、トライデントナイト、ジャベリンナイト）、バル艦長などがいる。
後のメタナイトの代名詞となった竜巻攻撃、ソードビームなどの飛び道具や、マントを変形させた翼での高速飛行といった技を本作で初めて披露した。本作でも他のボスとは違い、残り体力に比例して行動間隔が徐々に短くなる仕様だった。
戦闘開始前は『夢の泉の物語』と同じように剣を取るように促されるが、これを無視したまま一定の時間が経つと、カービィが剣を取っていなくてもメタナイトが動き出す。
本作では戦闘BGMが固有のものになっている。デデデ大王の戦闘BGMが他の作品でもよく使用されるのに対し、メタナイトの場合は本作とそのリメイクである『ウルトラスーパーデラックス』を除くと『毛糸のカービィ』『ロボボプラネット』でしか使用されていない。
カービィのきらきらきっず （SFC）
SFC版のみ敵として登場し、星のかけらをカービィから奪おうとした。ステージ間のイベントシーンにおける言動は他の作品とやや雰囲気の異なるものとなっている。
星のカービィ（アニメ）
カービィの良き理解者、メタナイト卿として登場。詳しくは『アニメにおけるメタナイト卿』を参照。放映後に公開された『星のカービィ ～特別編～ 倒せ!!甲殻魔獣エビゾウ』に他の登場人物と同様に再登場を果たした。
星のカービィ 夢の泉デラックス (GBA)
本編中での役割は『夢の泉の物語』と変わらないが、原作とは違い無敵キャンディを渡してこない。
新たに追加された隠しモード「メタナイトでゴー!」では、シリーズ中で初めて主人公キャラクターとしての操作が可能になる。ただし、ライフは通常のモードと違い3ゲージ分しかなく、途中セーブも不可能である。
カービィのエアライド (GC)
条件を満たすことで操作キャラクターとして使用可能。『スーパーデラックス』と同じく翼を生やしている。コピー能力「ウィング」と似たような性能で、飛行能力に優れるが、生身のためプッシュ時にチャージができない。自動で敵を剣で切り裂く。常時剣が使える分、威力は低い。
星のカービィ 鏡の大迷宮 (GBA)
プププランドを守るため鏡の国の暴走を止めに旅立つが、自分の心の闇「ダークメタナイト」によって「ディメンションミラー」に閉じ込められてしまう。カービィのマジックの能力で呼び出されるほか、「ダークマインド」との戦いの前に「マスターソード」をカービィに投げ渡す。
ボスとしてのメタナイト（ダークメタナイト）は背中のウィングで2段ジャンプをするほか、攻撃と思わせバックステップで回避行動を取るといったトリッキーな動きを見せる。シリーズでは初めて剣を投げ渡してこないので、一部の攻撃でカービィが吸い込める星を出すようになっている（下突き、通常・3段切りなど）。
メタナイトがカービィの味方と明確に言えるポジションで登場したのは本作が初となる。
タッチ!カービィ (DS)
メタナイトボールとして、条件を満たすことで操作キャラとして使用可能。他のキャラよりもスピードが速く、体力もライフ3と低い。
星のカービィ 参上! ドロッチェ団 (DS)
ボスとして登場。ダークゼロの復活を阻止するため、宝箱を奪った後レベル7の戦艦ハルバード内部で戦いを挑んでくる。今回は剣を投げ渡してこないので、特定の攻撃を行った際に出現する星型弾か（それを飲み込むとソードになる）、ボス前の部屋などで事前に獲得したコピー能力（ボス前の部屋には「ビーム」「ソード」がある）を用いて戦うことになる。
本作では新たな技が追加され、周囲に電撃を発生させる、炎の衝撃波を飛ばすといった攻撃を会得している。また、通常の切りつけ攻撃に予備動作が全く存在せず、従来よりも攻撃頻度の多さ・繰り出す技のランダム性が際立っており、正面きっての戦いそのものが難しくなっている。
大乱闘スマッシュブラザーズX (Wii)
プレイヤーキャラとして登場。彼の所有物である戦艦ハルバードも登場している。詳細については後述。
星のカービィ ウルトラスーパーデラックス (DS)
『スーパーデラックス』と同様に『メタナイトの逆襲』で敵として登場。ムービーでは通常時アニメ同様の格好をしている。一部の技は仕様変更によって相対的に弱体化した（星が出現する技の増加、竜巻攻撃の前にわざわざ定位置まで移動するなど）。
新たに追加された隠しモード「メタナイトでゴーDX」では、再び主人公として登場。『メタナイトの逆襲』の後日談という設定で、更なる高みを目指すべく修行の旅に出るのだが、カービィの今までの冒険の道のりをたどるように各地を巡っていく形となる。
前身である「メタナイトでゴー！」と違い、今回は各ステージクリア後に任意でセーブが可能。モード中においてはカービィをメタナイトに差し替えた専用のCGムービーが挿入されており、スタッフロールも専用のものになっている。
今作では画面下の剣型メーターがたまることで、4種類のさまざまなコマンドを発動できる。お供のナイト（後述）を呼び出す「ナイトしょうかん」（-2ポイント消費）。一定時間スピードが上がる「メタクイック」（-8ポイント消費）、体力を全回復する「ヒーリング」（-10ポイント消費。ヘルパーも回復）、カービィの「クラッシュ」など一発コピーに相当する強力な攻撃技「マッハトルネイド」（-30ポイント消費）などの技が発動する。なお、上記の「ナイトしょうかん」でしかヘルパーを作り出せないため、使用できるヘルパーはブレイドナイトか、低確率で登場する強化型のソードナイトのみである。
毛糸のカービィ (Wii)
アミーボ・アモーレの奇襲時に戦艦ハルバードで飛行中だったためプププランドでただ1人難を逃れており、プププランドの異変に気づくが、不意を突かれてアミーボ・アモーレの最後の被害者になる。その後、毛糸の剣に操られてしまい（メタナイト自身はギリギリまで抵抗している様子だった）ステージボスとしてカービィとフラッフと戦うことになる。なお、最終ワールドの1つ前のボスと言う位置づけである。戦闘中の音楽は『スーパーデラックス』で使用されたもののアレンジ版が使われている。
相変わらずの素早い行動と複雑なアルゴリズム、剣戟や飛び道具に竜巻攻撃（竜巻自体に攻撃能力はなく、巻き込んで天井のトゲにぶつける技になっている）といった多彩な技に加え、攻撃中以外はこちらが投げた毛糸玉を斬り捨てて防御してしまうなど、強敵になっている。空中移動が中心のため毛糸玉を当てにくい。
戦いの末にカービィたちが剣をすべて破壊したことで元に戻り、戦闘後にカービィにアミーボ・アモーレがプププランドに侵攻したことを教えた。なお、メタナイト自体は傷つけない戦闘形式を取るため、彼を倒しても仮面は割れない。メダルの最高は4500、チェインの最高は184である。
ラストボス戦の最終形態直前には、他の作品における剣などのようにメタモルリングをカービィに投げ渡し、決戦の援護をした。
あつめて!カービィ (DS)
ミニゲームの「空中探検隊EOS」と「カービィマスター」に登場。ストーリーには直接登場しない。「空中探検隊EOS」では『スーパーデラックス』と似たような攻撃が多いが、新たに分身を生み出し、その分身と共にソードビームを放つ技が登場した。「カービィマスター」では第3章のボスとして登場し、第4章でもソードナイトやブレイドナイトと共に立ちはだかる。
星のカービィ Wii　(Wii)
オープニングでは読書しながらカービィとデデデ大王のやり取りを静観していたが、その際に宇宙船「ローア」の落下に遭遇し、居合わせたカービィやデデデ大王、ワドルディらと共にローアのパーツ探しに協力することになる。メタナイトがカービィおよびデデデ大王と対等な立場で共闘するというのはシリーズ初である。
能力付けは、「ソード」と「ウィング」を合わせたような性能になる。攻撃のスピードや範囲が広く、移動速度や飛行速度も速いなど扱い易いが、体力が低く設定されている。コピー能力「ソード」とは一部動作の異なる独特な剣技に「ウィング」の技を掛け合わせている（「シャトルループ」はコマンドで出せる）ので使い分けが難しい。上級者向け。
星のカービィ ロボボプラネット (3DS)
ハルトマンワークスカンパニーの侵略に戦艦ハルバードで迎撃するも敗北し、秘書スージーの手によってセキュリティマシン「メタナイトボーグ」に改造されてしまう。敗北の際に部下たちにハルバードを託しており、カービィに敗北後は修復が間に合ったハルバードに乗りアクシスアークスへと駆けつける。カービィにハルバードに乗るように促すが、それを見たカービィがロボボでハルバードをスキャンし、共闘で星の夢と戦う。
IFストーリーである「メタナイトでゴー! リターンズ」ではカービィが寝ている間にハルトマン社の脅威に単身で旅立ち、この作品のストーリーモードでカービィが通った道をたどり、アクシスアークスへたどり着き、ハルトマンを倒したことで星の夢の新たな主として認められ、星の夢が召喚した、かつてカービィが戦ってきた剣士（ダークマター、セクトニア）たちのクローンと戦い、最後は時空テンイプログラムで送り込まれたギャラクティックナイト リターンズと激闘を繰り広げた。
星のカービィ スターアライズ(Switch)
剣の手入れをしていた最中に、宇宙の彼方で行われた邪神復活の儀式が失敗した影響で飛散したジャマハートの落下を目撃。セイントスクエアーズで住民を守っていたが、ジャマハートに操られて、理性で押さえ込んでいた野心をむき出しにしてカービィに襲いかかる。闇の力で分身して苦しめるもカービィに敗北、ジャマハートが分離して正気に戻った。以後はドリームフレンズとしてドリーム神殿で召喚可能。
無料アップデート第3弾で追加された新モード「アナザーディメンションヒーローズ」ではメタナイトの思念を取り込んだジャマハートから生まれた「アナザーメタナイト」が登場する。
星のカービィ ディスカバリー(Switch)
カービィよりも少し遅れて本作の舞台である「新世界」に現れ独自に調査を行う。ストーリーには関わらないが、ワドルディの町にあるコロシアムでボスとして登場する。カービィが冒険に出ている間は、町に留まりビースト軍団からワドルディ達を守っているという。また、ビースト軍団の黒幕であるフェクト・フォルガはデデデ大王のように自身の手駒にしようとしたが、精神力の強さから跳ね除けられたという。
クリア後の「TheアルティメットカップZ」では強化版の「メタナイト・幻」が登場する。このメタナイトはフェクト・フォルガがメタナイトを洗脳しようとした際のイメージから生み出された思念体。
星のカービィ Wii デラックス(Switch)
原作と同じくプレイヤーとして使用可能だが、デザインが近年の作品に近くなったり、後の作品で出てきた技が復活し使えるようになった。

### 大乱闘スマッシュブラザーズにおけるメタナイト
『大乱闘スマッシュブラザーズ』シリーズには、3作目『大乱闘スマッシュブラザーズX』からプレイヤーキャラクターとして登場する。声優はアニメ版と同じく私市淳。『スマブラ』での声は後述のアニメ版のものよりやや低くなっている。

#### 概要
原作どおり専用の剣を使った高速剣術による攻撃を主体とする。技の速射性が高く連続攻撃を仕掛けることができ、5回連続の空中ジャンプと滑空移動、復帰に使える必殺ワザが多いなどから機動力も高い。さらに武器を使うため小型キャラクターでありながら攻撃判定や相殺判定も強く、投げワザの性能もそこそこ良いなど、これらの性質を生かした強襲戦法を得意としている。ただし、素早さに比例して一発の威力が低い技が多く、飛び道具も持たないので常に接近戦に持ち込まなければいけないが、重量がとても軽くて吹っ飛びやすいなどカービィよりも強調された性質と欠点をもつ。そのため扱いやすい一方で、使いこなすにはそれなりの技量を必要とするファイターの一人。特に『for』では攻撃力が大幅に下方修正されており、連続攻撃を的確に仕掛けられる技量がないと相手を非常に倒しにくくなった。
ディレクターの桜井政博いわく、個性付けは「鋭く舞う剣質」で、原作とほぼ同様のデザインながら具足などはかなりシャープにアレンジが施されている。
同じくカービィシリーズから参戦しているカービィとデデデとは異なり、勝利時のBGMがエレキギターのアレンジバージョンに変更されている（桜井いわく、カービィ・デデデと同じ曲にしようとしたら相当似合わなかったとのこと）。
なお、現状ではスマブラシリーズにおいてのみメタナイトをカービィが吸い込むことが可能である。コピーするとダミーの目（緑色）のついた仮面と小さいながら翼を装備する。
『X』のアドベンチャーモード「亜空の使者」におけるメタナイトについては、亜空軍を参照。

#### 必殺ワザ
マッハトルネイド
通常必殺ワザ。高速回転することで自身に周囲に竜巻を発生させてそのまま突進攻撃し、触れた相手を巻き込んで連続してダメージを与える。ボタン連打で攻撃時間が伸び、高度が増していく。
出典は『スーパーデラックス』からである。後に『ウルトラスーパーデラックス』におけるメタナイトの技の名称としても採用されたが、そちらではメタナイトが竜巻を外部に放出して攻撃する派生攻撃の名称として使われている。
『for』では、カスタマイズ必殺ワザが追加され、通常必殺ワザ2は「巻き込みトルネイド」、通常必殺ワザ3は「強烈トルネイド」となっている。「巻き込みトルネイド」はボタン連打で引き寄せる範囲を広げられるが、「強烈トルネイド」はボタン連打しても引き寄せたり回転数を増やせない。
ドリルラッシュ
横必殺ワザ。剣を前方に突き立て回転しながら突進する。スティック（十字キー）で進む方向を上下に変えられる。(横必殺ワザ2は進む方向を変えることが不可能)
通常必殺ワザと同様にカスタマイズ必殺ワザがある。横必殺ワザ2は「スピードドリル」、横必殺ワザ3は「ブレイカードリル」である。
シャトルループ
上必殺ワザ。剣で打ち上げながら上昇し、放物線を描くように宙返りする。『X』ではその後、滑空状態に移行する。『for』では滑空システムが廃止されたため滑空移行しなくなり、宙返りしながら2連続で切り付ける攻撃となった。
本作発売当時ではメタナイトの技ではなく、カービィのコピー能力「ウィング」の技の一つであったが、後の『星のカービィ Wii』においてメタナイトの技として逆輸入された。
上必殺ワザ2は「ブレードコースター」、上必殺ワザ3は「ゆったりシャトルループ」である。「ゆったりシャトルループ」は、連続ヒットせず単発ヒットする。
ディメンションマント
下必殺ワザ。マントで身を隠し一瞬消えた後に、また出現する。消えている間は短距離だが移動が可能。攻撃ボタンを押していれば出現後に近接攻撃もできる。
下必殺ワザ2は「シールドスルー」で、相手のシールドを無効化して攻撃する。ただし、威力と移動距離が控えめになっている。下必殺技ワザ3は「インビジブルスマッシャー」で、移動距離が長く復帰技として重宝する。「インビンシブルスマッシャー」は下必殺ワザの中で高いが、姿を消していないので無敵効果がなく、攻撃を受けると動作が中断される欠点がある。
ギャラクシアダークネス
『X』『for』における最後の切りふだ。マントを翻し、それに触れた敵とその近辺の敵を、闇の中で一閃（いっせん）するかのごとく斬りつける。攻撃力が高く発動も速いが、最初のマントを敵に当てないと攻撃へ移行しない。
ダークネスイリュージョン
『SP』における最後の切りふだ。ギャラクシアから雷を放電させ、それに触れた敵に『スターアライズ』のアッパーキャリバーに似た連続斬撃を浴びせる。このワザを使用中は目が赤く光り、翼も四つになる。

### アニメ『星のカービィ』におけるメタナイト卿
メタナイト卿（メタナイトきょう）として登場。

#### 概要
声優は私市淳。英語版ではエリック・スチュアートが吹き替えを担当している。
かつてナイトメア軍団と激戦を繰り広げた「銀河戦士団」に所属していた「星の戦士」の生き残り。部下はソードナイトとブレイドナイト。自身もデデデ大王の部下ではあるが、後述のように本心ではデデデに全く忠誠を誓っていない。劇中では基本的に、まだ赤ん坊程度の精神年齢しかないカービィと、カービィをサポートしたりデデデの策略に立ち向かっていくフームを陰から助ける立場にある。

#### カービィとの関係
カービィは本作において「次世代の星の戦士」とされており、メタナイトにとっては星の戦士としての後輩にあたる。カービィがプププランドに現れてしばらくはデデデの家来としてわざと攻撃を加えることで彼を鍛えていたが、（そのため1話〜3話では敵か味方か曖昧な人物として描かれている）中盤以降はデデデ大王が魔獣を用いてカービィを倒そうとすることが多くなったため、メタナイトは自らは戦わず、カービィにアドバイスを送ることによって魔獣の倒し方を習得させようとしている。
カービィに関する知識は豊富であり、吸い込みの影響を受けたことがないためカービィに吸い込まれない方法も分かっているようだが、具体的な理屈は明かしていない。
素顔が登場することは一度もなく、ゲーム版のようにカービィそっくりな顔なのかは明かされなかった。
カービィと同じく自身も丸い一頭身の体形だが、39話のラストで、カービィが魔獣ボウキャックの力により一時的に周囲から忘れ去られた際には、彼を「不思議な形をしている」と評していた。

#### デデデ大王との関係
立場はデデデ大王の家来である。しかしデデデに仕える本当の目的はデデデがホーリーナイトメア社とつながりをもち、魔獣を呼び出していることに起因する。メタナイトは次世代の若い星の戦士（＝カービィ）を見届けるために生きてきたが、その星の戦士の宇宙艇は自動的に魔獣のいる星へ向かうという性質を利用し、デデデ大王の部下となることで星の戦士と出会う可能性を求めていた。
デデデの前では忠義者であるかのように振る舞うが、本心からの忠誠はないに等しい。さりげなくデデデに対して失礼な所があり、12話ではデデデ像の上に立って登場した。時としてデデデと敵対することもあるが、一方でカービィに対する捏造報道や圧政、頭脳戦に関しては、部下という立場から表だって止めることができない他、デデデが悪事を働いている確証がない場合も基本的にデデデの部下として行動する。また、魔獣からデデデを逃がそうとするなど、忠誠心が全くないというわけでもない様子である。デデデの頭の悪さには悩まされているのか、ナイトメアとの最終決戦までも足を引っ張るのに対して次回予告でこっそり「デデデ陛下は一体どこまでアホなのか」と嘆いていた。

#### 人物
ゲーム版と同様にクールで真面目な人物である。だがその一方で後述の52話におけるフームとの会話など、天然ボケのような言動をはじめ、傍から見ると真面目か皮肉か分からない言動も多い（さらに仮面で表情が見えず常に冷静な口調で話すため、普段何を思っているのか分かりにくい）。「滅相な。私は陛下の忠実なしもべです!」と言いながらカービィを襲おうとしたデデデの車を蹴押す（3話）、マイクカービィのあまりにもひどい歌声で崩壊する城から落下しながら「これぞ必殺技だ」と淡々とマイクカービィの解説をする（31話）、魔獣ボウキャックを追い出すためとはいえエスカルゴンを痛めつけ、それでも追い出せないため「もっともっと痛めつけなくては…」と、サディストめいた恐ろしいことを平気でつぶやく（39話）、などがその例である。
デデデの悪事が罪もない村の住民に及ぶことを内心快く思っていないが、酸性雨が引き起こす環境破壊に無関心な住民たちを憂えるフームに対しては「愚か者たちは痛い思いをしないと理解できない」と語る（28話）など、冷徹になることもある。49話で、村人たちが作るアニメの制作進行が遅くなりやむをえず放送時にアフレコをすることになった際には「ぶっつけ本番でアフレコするとは…正気の沙汰ではない」と冷静な発言をしていた。時には欲に駆られるデデデたちを利用して発明品をブンに強奪させ（65話）、72話でデデデ城からワドルディがすべていなくなった際に「見つかったらどんなにこき使われることか」と逃げるエスカルゴンに便乗してデデデから隠れるなど、薄情とも言える要領の良さも見せる。また、余裕が無くなっていることもあるが、戦闘経験のない一般市民からハルバードの搭乗員を募り、カービィとフームが逸れて5分以内に合流できる根拠もないのにもかかわらず敵地の爆破を計画するなど、若干短慮な面もある。

#### その他特筆すべき点
面白いこと好きの一面をもつ。6話でデデデが国民の洗脳目的で双方向テレビをププビレッジ中に配った際、最も良識的な人物までテレビを受け取っていたことに驚愕するフームを背に「一時の流行だ。それに、テレビ自体は悪いものではない」とテレビ観賞で盛り上がっていた（ただし捏造報道・やらせには騙されない）。特にメタナイト卿のこうした一面を決定的付けた52話では、無断でチョコカプセルのレアフィギュアのモデルとして起用され、フームに「肖像権の侵害」で訴えるべきだと言われた時には「いよいよ私もレア物か」と笑いながら去っていき満更でもなさそうだった。

ただし、流行に流されることはなく、村にオープンした回転寿司を食べに行こうと彼を誘ったソードナイトとブレイドナイトを「愚かな民の仲間入りをするのか」と制止した。

また36話のプププグランプリにおいて彼のみに対して圧倒的に女性の声援が多いことから、ププビレッジではかなりモテているのかもしれないという描写がある。デデデ大王から見てもメタナイトの容姿風貌はカッコいいらしく、ププビレッジに前述のチョコカプセルのブームが起きたとき、部下にメタナイト本人がいるにもかかわらず、デデデ大王はメタナイトのフィギュアを執拗に欲しがっていた。
自他共に認める実力者ゆえか、ゲームと同様にナルシストと思われる節がある。次回予告においても「（戦艦ハルバードを用意していたことに対して）自分で言うのも何だが、賢い私はある兵器を用意していた」、別の次回予告でも最後の戦いに際して「私がいるから安心とはいえ、星のカービィの運命は…」と自信満々な発言をしている。
太古の昔に光の種族によって作られた宝剣ギャラクシアを持つことが許されている唯一の騎士でもある（後にカービィと、曲がりなりとは言えシリカも所有者として認められることになる）。また、銀河戦士団が開発していた宇宙戦艦ハルバード（前述）の設計図をもっており、ナイトメアとの決戦に備えてデデデ城の地下で密かに建造していた。

#### 経歴
詳しい生い立ちは劇中で明かされていないが、彼によると「星の戦士はナイトメアに創造された魔獣が起源」のようで、彼もカービィと同じく元は魔獣であったと考えられる。銀河戦士団の一員として活躍していたころから相当な実力をもっていたらしく、その力量は同僚であるナックルジョーの父親とも肩を並べるほど。宇宙征服を開始したホーリーナイトメア社との戦い「銀河大戦」に身を投じ、銀河戦士団に貢献した。22話などで登場した星の戦士の老兵・ダコーニョ軍曹は部下だった戦士である。
戦中、メタナイト卿は「宝剣ギャラクシア」をナイトメア側から奪還する任務を受け、同僚のガールードと共に闇の洞窟へ向かう。宝剣を守護する魔獣キリサキンとの死闘の末、ガールードが己の命を犠牲にしてメタナイトを助けたことにより、任務は成功を収めた。これは自身の力不足を悟ったガールードが甘んじて受け入れた運命であったが、当のメタナイト卿は未だに罪悪感を引きずり続けているらしく、後に彼女の娘、シリカに「母を見捨てた卑怯な殺人者」と憎まれ命を狙われようとも、その誤解を決して自分から解こうとはしなかった。
その後もメタナイト卿は戦いを続けたが、ナイトメアの卑劣な作戦によって今度は洗脳されたナックルジョーの父親と剣を交えなければならず、最終的に彼の命を殺めた。
以降、戦局が悪化するにつれ同胞は次々と倒れ、元銀河戦士団のヤミカゲにまで裏切られ、ついにはメタナイト卿一人だけが生き残るという残酷な結果となってしまった（第4話で当時の状況をこのように絶望視していたと語っていたが、最終回近辺ではオーサー卿といった重役の面々が生き残っていたことが判明した）。それでも僅かな希望を捨てることはなく、一団の切り札ともいえる宇宙戦艦「ハルバード」の設計図を隠し持ち、大戦中に自らを襲った山賊であったソードナイトとブレイドナイトを魔獣チリドッグから救い、メタナイト卿の部下になりたいと申し出た2人を従者として連れていった。
そして、戦後は宇宙を彷徨った末にポップスターの小さな国プププランドに身を落ち着かせ、ナイトメア社の魔獣を集めているデデデ大王の元にいつか次世代の星の戦士が現れることを期待し、本心とは逆の仮の身分としてデデデ大王に仕えることを選んだ（デデデいわく、「引退した爺だから安く雇えた」）。そして第1話にて騒ぎを聞いてプププビレッジを訪れてカービィと対面、彼が待ち望んでいた新たな星の戦士だと知る。その後は第4話でフームに自分の過去やカービィら星の戦士の存在を明かし、カービィを戦士として成長するよう促して行くこととなる。

#### その他
- フームやカービィのピンチなど、絶妙なタイミングで登場することが多く、特にカービィが新しいコピー能力を披露するときは必ず登場し、その場合「あれぞ○○（コピー能力名）カービィ！」と周囲に解説をする（第73話に至ってはそのためだけに登場したような描写もあった）。専用のBGMが流れることもある。また、ほとんどのシーンではマントで体の下半分を隠したポーズで登場する（そのシーン以外にもアニメ中は基本的にそのポーズで登場し、原作のようなマントを垂らした姿は戦うシーン程度で少なめ）。
- 前述のように表情は分からないが、瞳の色合いの変化で感情が表現されているシーンがある。気を失っているときや眠っているときは黄色の瞳の明度が下がる。喜怒哀楽の表れたシーンで描写された限りでは、「怒り＝赤」「本気(真剣)=緑」「感動＝水色」、「自惚れ＝ピンク」と変化している[13]。
- ゲームでの登場シーンと同様に、崖など他のキャラクターたちよりも物理的に高い位置に現れることが多い。他には岩、城の塀の上、城のバルコニーの上、果ては城にあるデデデ像の上やファミレスのテーブルの上などにも現れる。
- 城の私室には畳が一畳敷いてあり、あんどんや掛け軸など和風の内装があるなど、彼の趣味がうかがい知ることができる。なお、城で生活はしているが、城の食堂などで食事をしている訳ではないらしく、85話ではタゴの経営するコンビニで買い物をしている描写もある。
- 原作では、マントをコウモリのような翼に変形させることができるが、アニメにおいては翼の存在自体描写されていないため変形できるか不明。

### 漫画におけるメタナイト
星のカービィ
当初はほぼ出番が無かったが、後に作中で大勢のファンが存在する人気者となり、デデデが人気に肖ろうと変装した事もあった。次期大王の選挙に立候補した事もあり、公約は「悪い奴は斬る」だった。
星のカービィ デデデでプププなものがたり
2巻で初登場。この時はデデデの部下としての登場であり、礼儀や生活に厳しい生真面目なキャラであったため、ぐうたらなデデデは彼を苦手としていた。その後デデデの策略を受けカービィに礼儀を教えるつもりが逆にカービィに弟子入りし大食いの修行を受けることに。8巻の原始時代の世界の話では、メタナイト軍団で攻めてきたことがあった。11巻ではデデデ大王をミサイルで攻撃しようと企てていた（ただし爆弾の中身は火薬ではなくコショウだった）。
決まった設定をもたず、登場のたびに容姿・性格・地位その他すべての設定がリメイクされており、同作におけるその他大勢の敵キャラクターと同等の扱いを受けていたが、同作のコロコロアニキでの連載再開後は原作に近いクールでミステリアスな剣士の設定（但し、ボケる時はボケる）で定着し、準レギュラーに昇格した。
星のカービィ ウキウキ大冒険
デデデに忠誠を誓っているが、裏切られると刃向かう。
星のカービィ カービィ&デデデのプププ日記
第10話で初登場。デデデ大王に忠誠を誓っていて（陰では馬鹿にすることもある）、常にカービィをライバル視している。
実は栗ご飯が大好物で、ひどい花粉症もちという一面も。
星のカービィ! も〜れつプププアワー!
主要キャラクター。1巻の第6話で初登場。性格はゲームやアニメとはまるで別人で、かなりのナルシストでお調子者。女性からは人気がある一方、ドロッチェにかなり嫌われており、ドロッチェは彼に対して拒否反応を起こす。愛剣であるギャラクシアは2006年12月に落としてしまい、それをデデデ大王が拾い、美術館の展示物にしてしまい、騒動が起きる。1巻の第7話でカービィに敗北した後は、カービィを倒そうとよく現れるが、毎回のように敗北する。
星のカービィ プププヒーロー
主要キャラクター。デデデが嫉妬するほど部下からの人気が高いが、一度プププランドの制圧を企てたことがある。
星のカービィ 〜まんぷくプププファンタジー〜
大長編のみで登場。デデデ大王と喧嘩をし、カービィが1人の時に、カービィの前に現れる。落ち込んでいるカービィを励まそうとしていると見せかけて、実はカービィのコピー能力を奪おうとしていたが、カービィを追っていたデデデに邪魔をされ、失敗した。
星のカービィ 今日もまんまる日記!
デデデ大王の側近であり、正真正銘の忠誠心を持って仕えてる。デデデ大王に対して取り返しのつかないミスをしてしまうと自刃しようとしてしまう。また、激しい天然ボケを見せたり、オーバーな行動を取ることもある。

### 小説におけるメタナイト
星のカービィ あぶないグルメ屋敷!?の巻（2013年8月12日発売  ISBN 978-4046313362）
星のカービィ くらやみ森で大さわぎ!の巻（2014年3月15日発売　ISBN 978-4-04-631388-1 C8293)
星のカービィ　大盗賊ドロッチェ団あらわる!の巻（2014年8月15日発売  ISBN 978-4-04-631437-6 C8293）
素顔を仮面に隠した、謎の多い剣士。卑怯な行いを嫌うが、自分の目的を遂行する為なら、ときにデデデ大王とも手を組むこともある。出身地も過去も、信条も本心も、すべてが謎に包まれた剣士。普段どこに住んでいるのかは分からないが、時々ふと思い出したように飛行船に乗ってプププランドにやって来る。博識であり、くらやみ森のスターダストの実やフロラルドの存在を知っていた。以前、全宇宙レストラン協会のトラブルを解決したことがあり、スーパープレミアム食べ放題カードを持っているが「これまで使った事もなく、使う予定はない」とのこと。
星のカービィ メタナイトとあやつり姫(2015年2月15日発売  ISBN 978-4-04-631483-3)
星のカービィ メタナイトと銀河最強の剣士
星のカービィ メタナイトと黄泉の騎士

## amiibo
2015年1月22日に『大乱闘スマッシュブラザーズシリーズ』のamiiboが、2016年4月28日に『星のカービィシリーズ』のamiiboが発売された。
- 『ヨッシー ウールワールド』メタナイトの全身の色に準じたヨッシーになる[14]。